# فرانسوا هوگارد
فرانسوا هوگارد (انگلیسی: Francois Hougaard؛ زادهٔ ۶ آوریل ۱۹۸۸) بازیکن راگبی ۱۵ نفره اهل آفریقای جنوبی است.
وی در مسابقات کشوری و بین‌المللی در مجموع برندهٔ ۱ مدال برنز شده‌است.